# 包括的共同作業計画
包括的共同作業計画（ほうかつてききょうどうさぎょうけいかく、英語: Joint Comprehensive Plan of Action、ペルシア語: برنامه جامع اقدام مشترک）は、2015年7月14日、イランおよびP5+1、欧州連合（EU）の間で成立した、イランの核開発計画に関する合意である。包括的共同行動計画、共同包括行動計画などとも呼ばれる。通称はイラン核合意、イラン核開発に関する合意など。英語の頭文字からJCPOA、ペルシア語の頭文字からBARJAMとも言われる。
2002年にイランで国際原子力機関（IAEA）に申告されていない核関連施設が発覚したことで同国の核開発が問題化して以降、イランと欧米諸国は断続的に交渉を重ねてきた。交渉の過程で2013年11月、暫定的に共同作業計画が採択され、最終合意に向けた交渉が正式に始まり、交渉期限を延長した末の2015年4月に枠組み合意に達した。イランの核開発制限と引き換えに欧米の対イラン制裁措置を解除するという内容で、2015年7月に最終合意を見た。
本合意は2015年10月18日に発効し、2016年1月16日に合意履行の日を迎えたが、2018年にアメリカ合衆国が離脱を表明。他の署名国は残留を表明していたものの、イランが2019年に履行の一部停止を発表したのも相まって、本合意の有効性は限定的なものとなっているのが現状である。

## 背景

### イランの核開発の問題化（1950年代-2002年）
イランは国際原子力機関（IAEA）に加盟したり、テヘラン大学に原子力センターを設立したり、アメリカ合衆国と原子力平和利用協定を締結するなど、1950年代から原子力に関心を抱いていた。1968年、自国の原子力計画が平和利用目的だと示すために核拡散防止条約に（1970年批准・発効）、1973年にIAEAとの包括的保障措置協定にそれぞれ署名したが（1974年発効）、折の第一次オイルショックで世界的に原子力にエネルギー政策の焦点が当てられる中、イランも原子力開発に力を注ぐようになる。具体的な動きとしてはイラン原子力庁設立や欧米との原子炉建設合意があるが、続くイラン革命やイラン・イラク戦争で開発は停滞した。一方で戦争はイランにとってより強い自衛力の必要性を認識させた出来事として、核兵器開発のきっかけともなった。
原子力開発は1980年代のうちに再開され、1990年代にかけて中国、ロシア、スペイン、インドなどと原子力の技術協力に関する合意に相次ぎ達したが、革命以降反米的となったイランをならずもの国家と見ていたアメリカは軍事転用可能な技術を流入させまいと各国に圧力をかけ、結果ロシア以外の協力合意は全て破棄されている。一方、ウラン濃縮を含む核燃料サイクル技術の開発を秘密裏に進めるようになったイランは、アブドゥル・カディール・カーンが構築した核の闇市場からの支援も受けつつ、1990年代後半には濃縮ウランを作る遠心分離機の構成部品がほぼ全て製造できるようになっていた。
イランの核開発が問題化したのは、2002年8月に反体制派のイラン国民抵抗評議会がナタンズとアラークにそれぞれウラン濃縮施設と重水製造施設が建設されていると暴露したことである。イランは核兵器開発の意図はないとしたものの、未申告の核施設発覚はアメリカにイランが核兵器を開発しているのではないかとの疑念を抱かせ、日本など世界各国も懸念を表明した。発覚後、IAEAのモハメド・エルバラダイ事務局長がイランを訪問する運びとなり、2003年2月の訪問時にイランは前記施設の存在を認めた。

### 発覚後の動き（2003年-2013年）

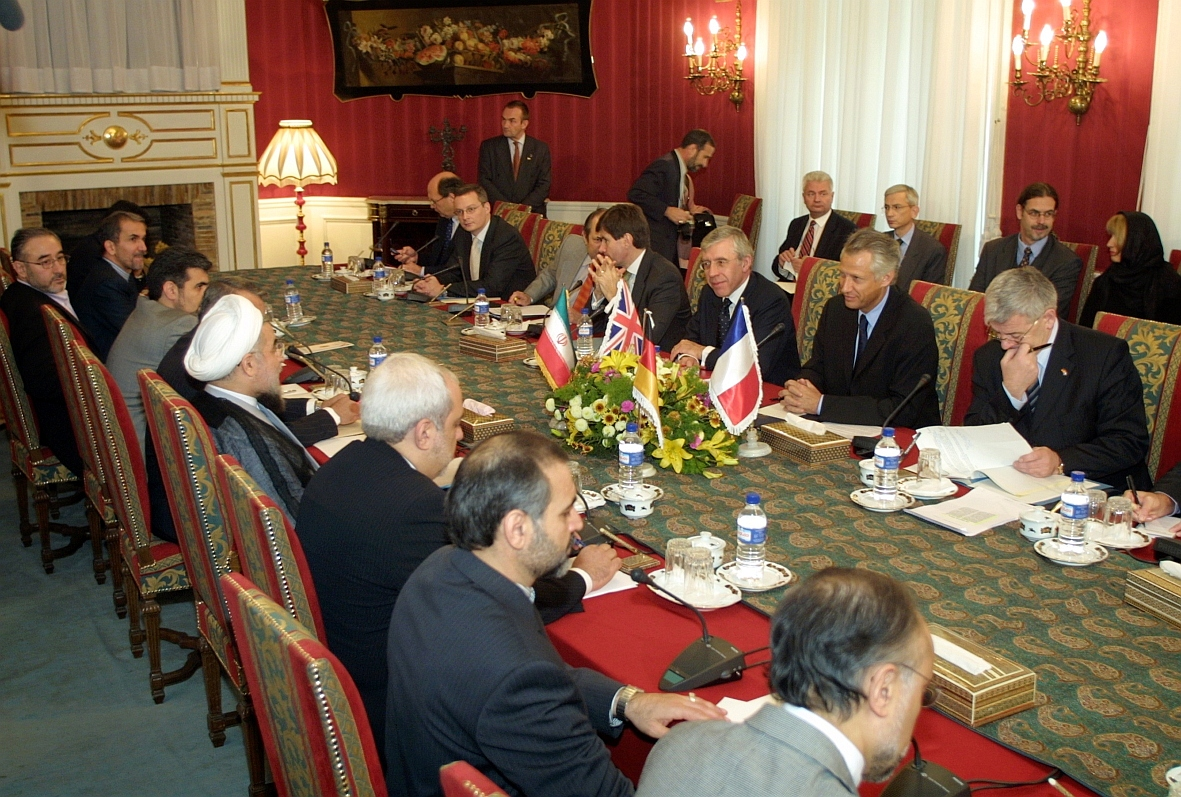
E3（イギリス、フランス、ドイツ）とイランの核協議（2003年10月21日、テヘラン）

IAEAは2003年6月に保障措置協定の遵守を求める声明を出したにもかかわらず、イランのウラン濃縮活動が認められたとして、同9月に保障措置を強化した追加議定書の署名・批准などIAEAへの完全協力を求める決議を採択した。決議の期限は10月末とされたが、E3（イギリス、フランス、ドイツ）外相らのイラン訪問もあって、10月21日のテヘラン合意声明発表に至った。内容としてはイランはIAEAの決議を受け入れ、E3はイランの合意履行を経済的に支援するというものだった。
IAEAに1000ページを超える申告書を提出したほか、12月に追加議定書に署名し、批准までの間も議定書に則った行動を約したイランだったが、合意声明が言う濃縮活動についてIAEAと解釈一致を見ず、2004年2月のブリュッセル合意などでイラン側が譲歩してもなお蟠りは解けず、6月のIAEAによる対イラン非難決議に反発し、遠心分離機の生産やウラン転換活動に向けて動くようになった。再びE3はイランと交渉することになり、ハビエル・ソラナ共通外交・安全保障政策上級代表の助力もあって、11月、イランはIAEAに完全協力すること、原子力についての長期的取り決めの交渉の間はあらゆる濃縮活動や再処理活動を自発的に停止することと定めた、パリ合意に達した。
その後、イランはウラン濃縮関連活動を停止し、長期的取り決めをめぐる交渉が始まったが、進展はなかった。2005年5月までにイランがEUに提示した案はEUに受け入れられず、E3とEUが8月に提示したイランの核開発制限を含む取り決め案もまたイランには受け入れられなかった。加えて8月にイランの大統領に就任したマフムード・アフマディーネジャードは強硬派で、就任後まもなくパリ合意を反故にする形でウラン転換活動を再開した。
ウラン転換活動の停止を求めるIAEAの決議採択や交渉再開に向けた外交努力も実を結ばず、イランは2006年1月にウラン濃縮関連活動を再開、IAEAは2月の理事会で国際連合安全保障理事会（国連安保理）への付託を決議、そしてイランはウラン濃縮活動を再開した。イラン核問題が国連安保理に付託されたことで、以降はE3とEUに加えて国連安保理常任理事国のアメリカ、ロシア、中国も対応に当たるようになる。
国連安保理で議論が始まって以降もウラン濃縮活動を続けるイランに対し、P5+1は2006年6月に包括的提案を示したが、イラン側は受け入れなかった。国連安保理は7月に8月末までの活動停止を求める警告決議1696を採択したが、イラン側は応じなかったため、12月に対イラン制裁決議1737、2007年3月に決議1747がそれぞれ採択された。
制裁決議採択後も交渉自体は続き、8月にIAEAとイランが核問題解決に向けた作業計画を発表し、2008年5月から7月にかけてイランとP5+1双方から提案がなされた。一方で、イラン側は前記の国連安保理決議が求めるウラン濃縮関連活動の停止には応じず、この間にも対イラン制裁決議1803や決議1835が採択されている。
2009年にアメリカ合衆国の大統領に就任したバラク・オバマはイランとの対話を重視する姿勢を打ち出した。国内不安を抱える中で同年2期目を迎えたイランのアフマディーネジャード大統領は9月に前年の提案の改訂版を提示したが、同月にフォルドのウラン濃縮施設の存在が発覚。IAEAは11月の理事会で同施設の建設中止や未申告施設がないことの保証を求める決議を採択したが、イランは数日以内にウラン濃縮施設の増設計画を発表するなど反発的な姿勢をとった。
2010年6月に国連安保理でやはり対イラン制裁決議1929が可決されており、また2011年11月にIAEAがイランの核兵器開発を示唆して以降、アメリカやEUによる制裁措置の強化もあってイラン経済は打撃を受けつつあった。対するP5+1、特にアメリカは大量破壊兵器保有疑惑によるイラクへの軍事介入に払った政治的・経済的コストが苦々しい記憶として残っており、イスラエルがイランを攻撃するとの懸念もあったため、戦争回避のためにいち早くイランと核合意を成立させたい思惑があった。

## 交渉（2013年-2015年）

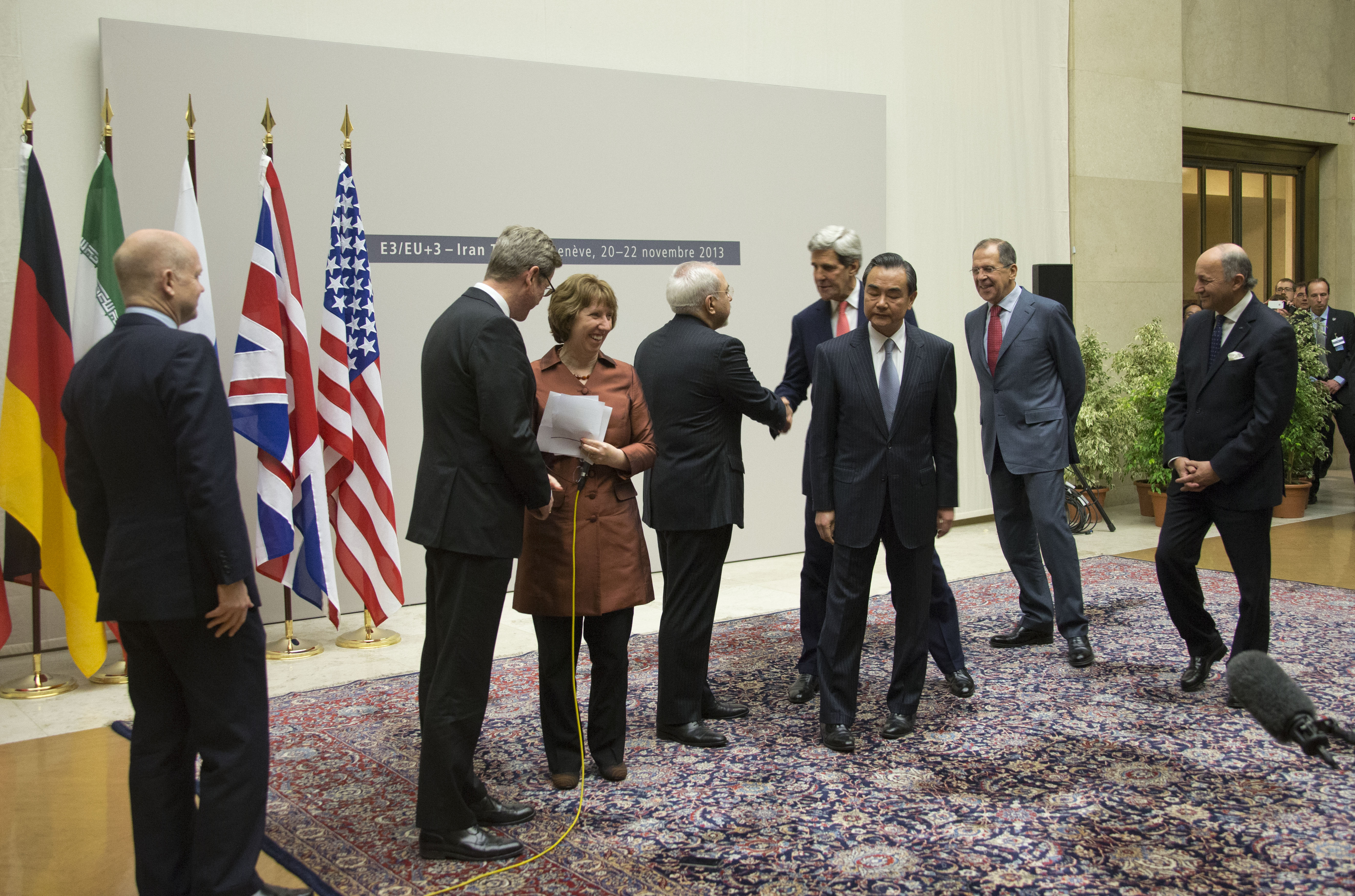
核協議を終えたP5+1とイランの代表。握手を交わしているのはアメリカのジョン・ケリー国務長官とイランのモハンマド・ジャヴァード・ザリーフ外相（2013年11月24日、ジュネーブ）

2013年のイラン大統領選挙で当選したハサン・ロウハーニーは、核問題をめぐって西側諸国との交渉に積極的な意向を示した。オバマ政権も同様に積極的に接触を試み、9月の国連総会では大統領同士の接触は電話会談に留まったものの、ケリー国務長官とザリーフ外相が会談するなど両国とも融和を図ろうとしていた。また、総会においてはP5+1とイランの閣僚級協議も行われ、アシュトンEU外相が調整役として参加した11月のジュネーブ核協議においては共同作業計画の締結を見た。
共同作業計画は今後6か月でイラン側と欧米側がとるべき初期段階の措置を示したもので、具体的にはイラン側は20%の濃縮ウランを酸化物として保持または5%以下に希釈すること、5%を超えてウランを濃縮しないこと、ウラン濃縮施設や再処理施設の新規稼働をしないこと、原子力活動の情報をIAEAに提供することなどが求められ、欧米側は石油関連に対する禁輸措置をはじめとする経済制裁を緩和すること、原子力に関連した制裁措置をこれ以上発動しないことなどが求められた。
これらの措置は2014年1月20日に実施され始め、履行期間が終わる7月20日までの最終合意妥結に向けて交渉していたが、ウラン濃縮をめぐる対立により交渉期限が11月24日までと延長されることになった。しかしこの期限までにも合意に達せず2015年6月30日までと再延長された。この時点でアメリカのケリー国務長官とイランのロウハーニー大統領は最終合意が可能との見方を示し、当事者間で3月までの枠組み合意成立を目指していた。

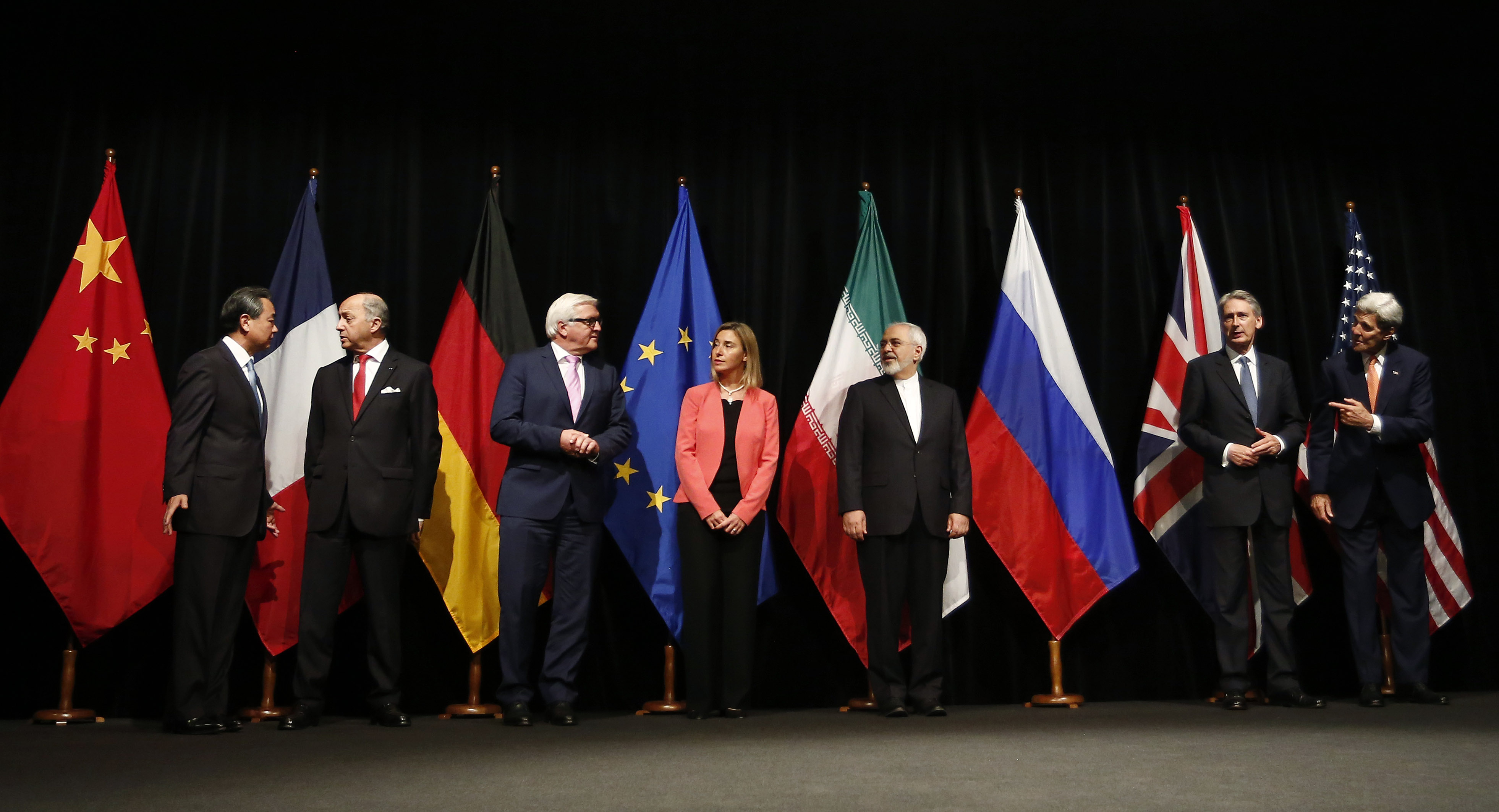
包括的共同作業計画の関係者ら（2015年7月14日、ウィーン）

3月26日にスイスのローザンヌで外相級会議が開幕し、期限が4月2日までと延長はされたものの、包括的共同作業計画の骨子をまとめた枠組み合意に達した。イランの核開発や制裁に関しての細部を6月30日までに詰めることになり、この交渉期限は幾度か延長されたが、7月14日、ウィーンにおいて最終合意が成立した。この最終合意は7月20日の国連安保理で決議2231が採択されたことにより承認された。

### 参加国等

参加国の地図。赤のアメリカは離脱済
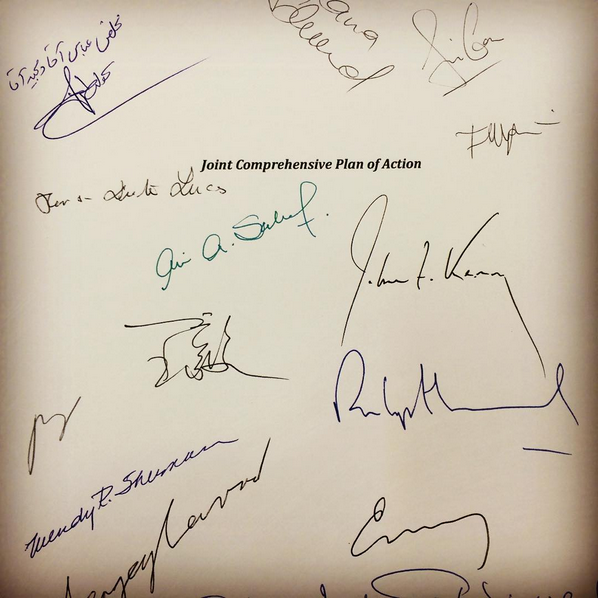
核問題交渉担当が記念に署名した包括的共同作業計画の文書の表紙
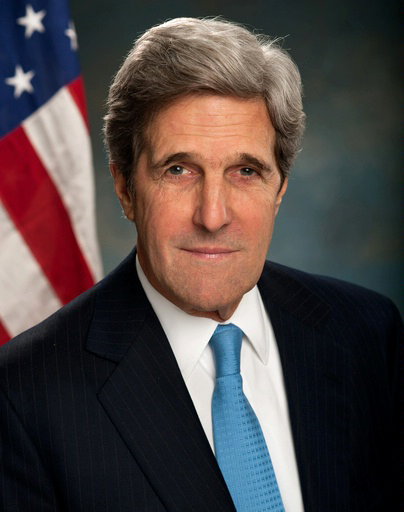
アメリカ合衆国 ジョン・フォーブズ・ケリー （国務長官）
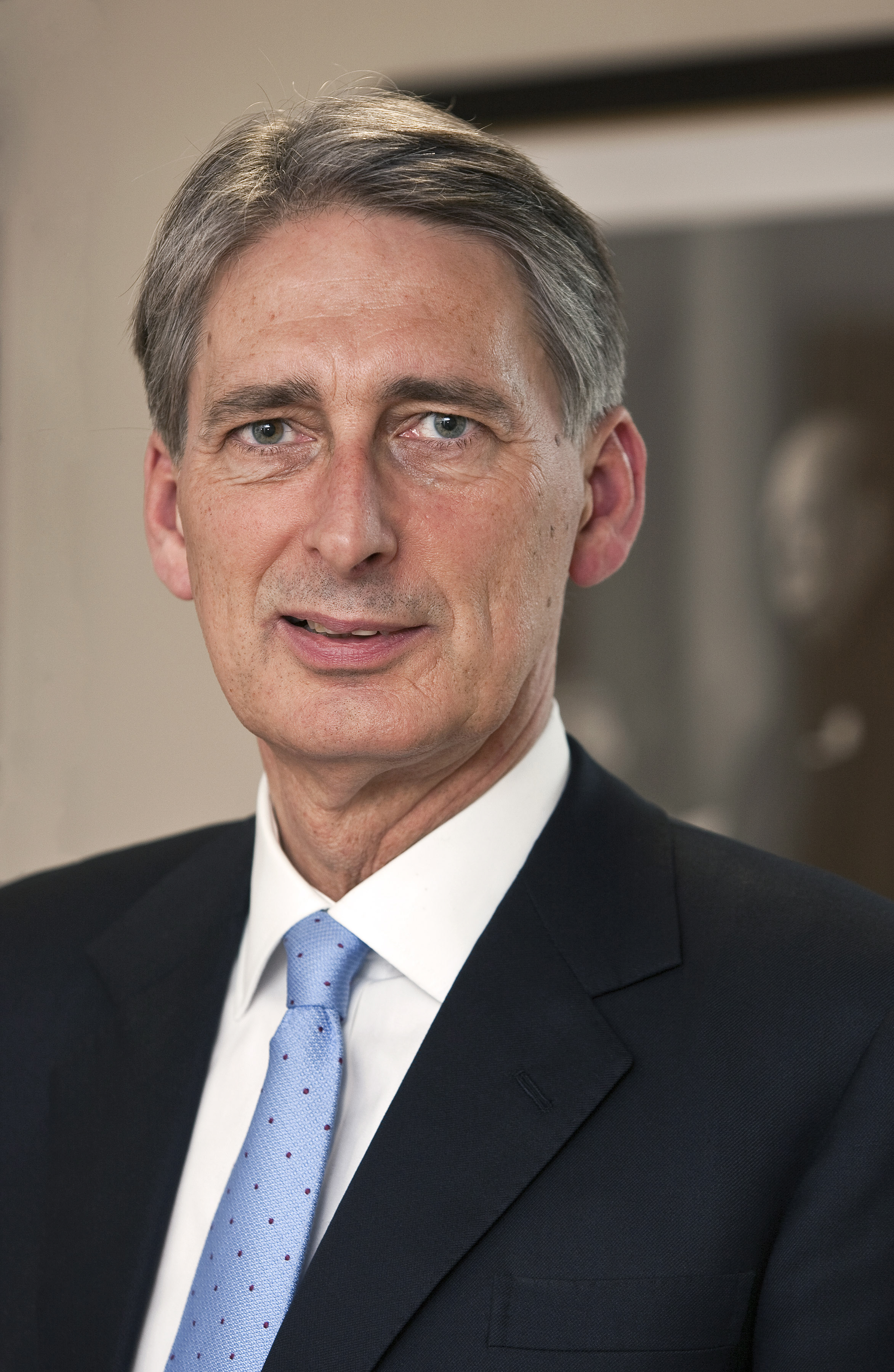
イギリス フィリップ・ハモンド （外務相）
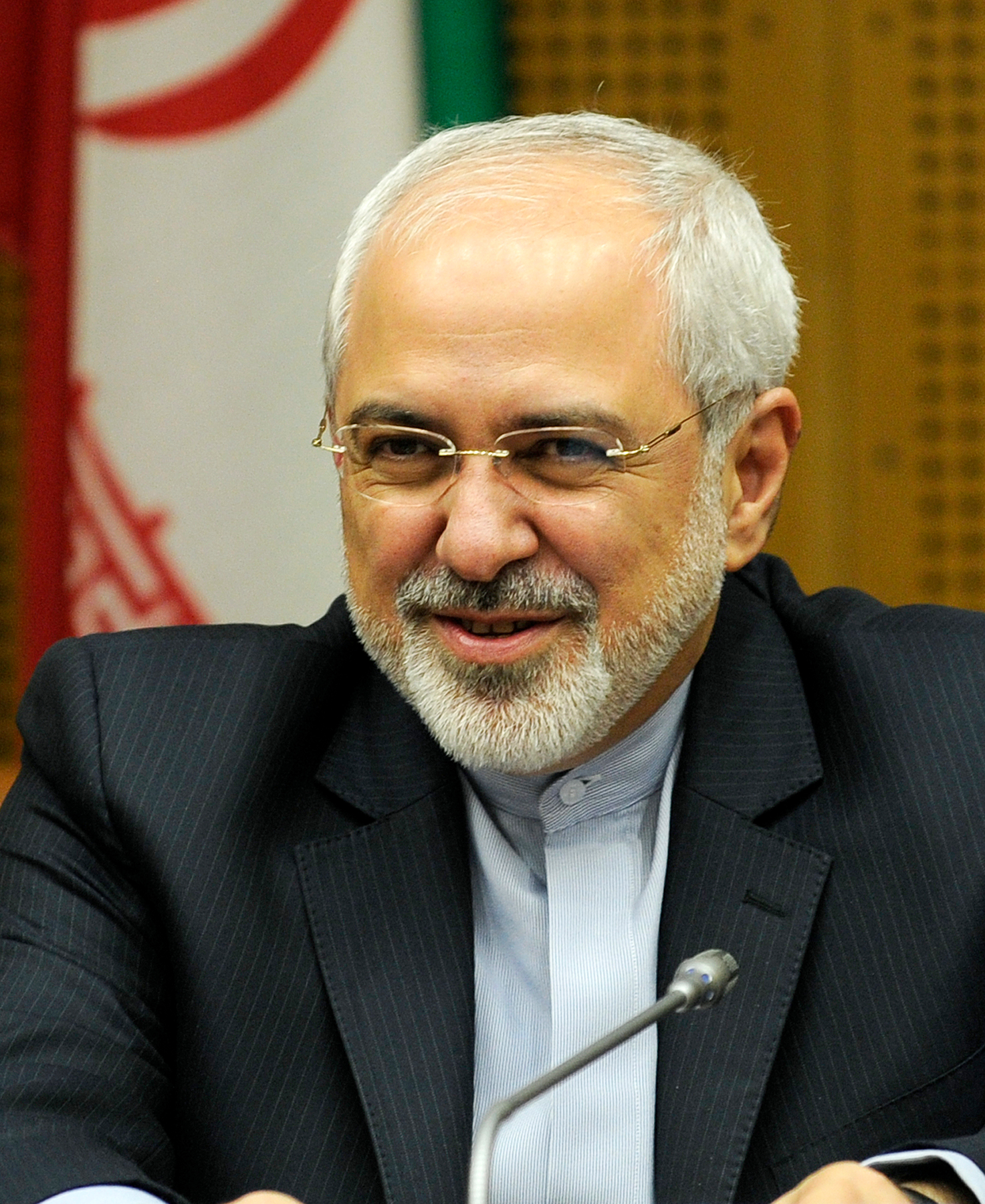
イラン モハンマド・ジャヴァード・ザリーフ （外務相（英語版））
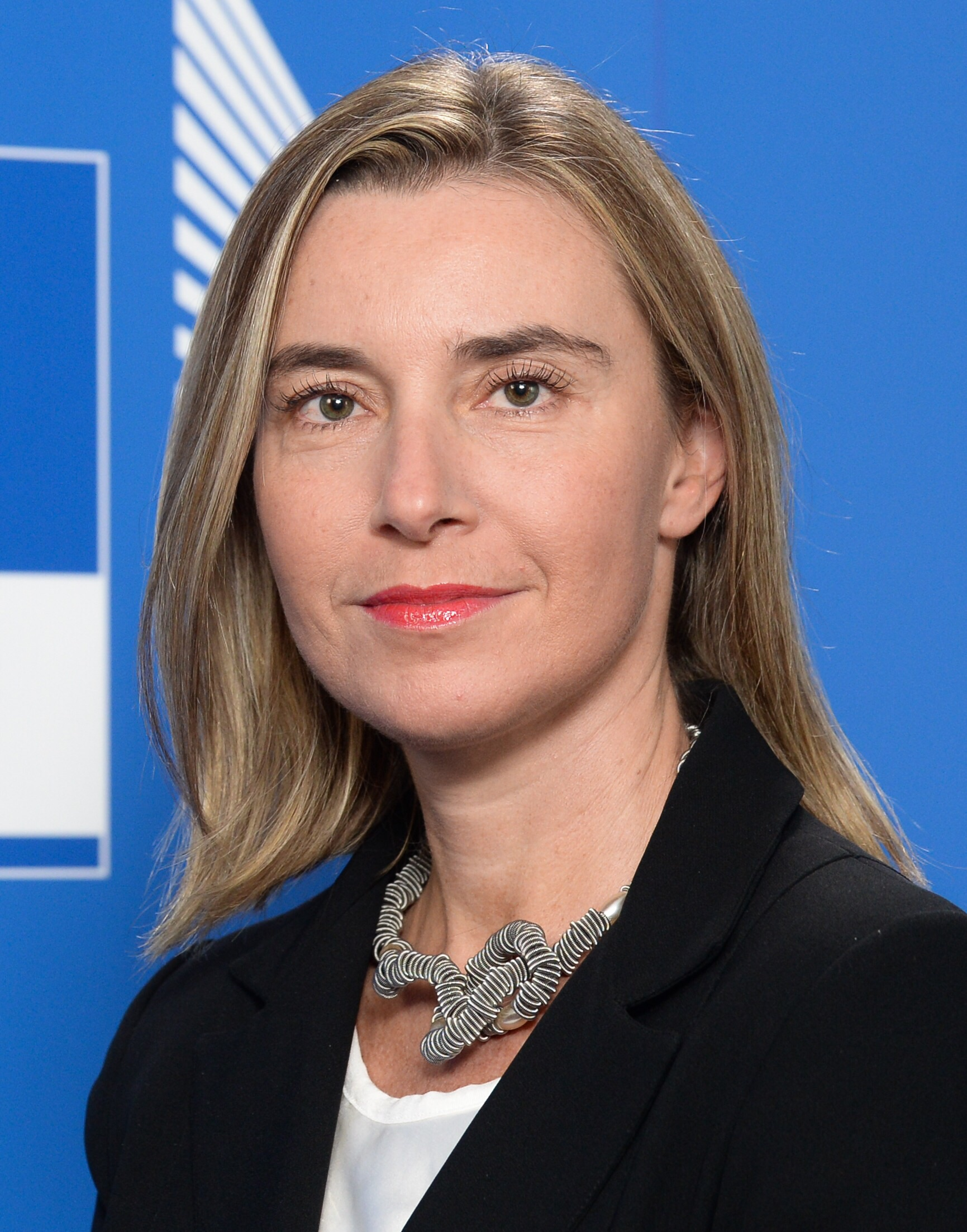
欧州連合 フェデリカ・モゲリーニ （上級代表）
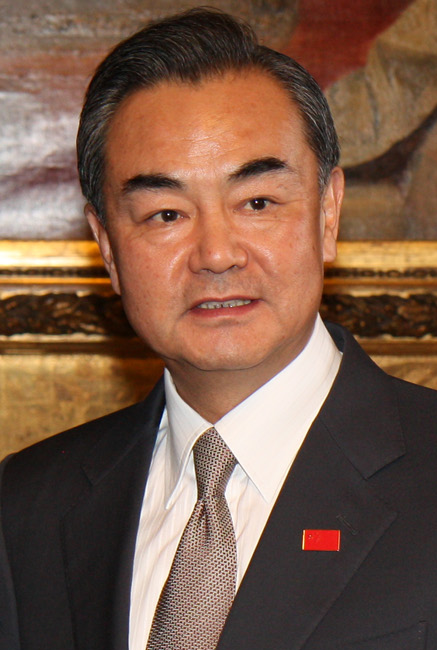
中華人民共和国 王毅 （外交部長）
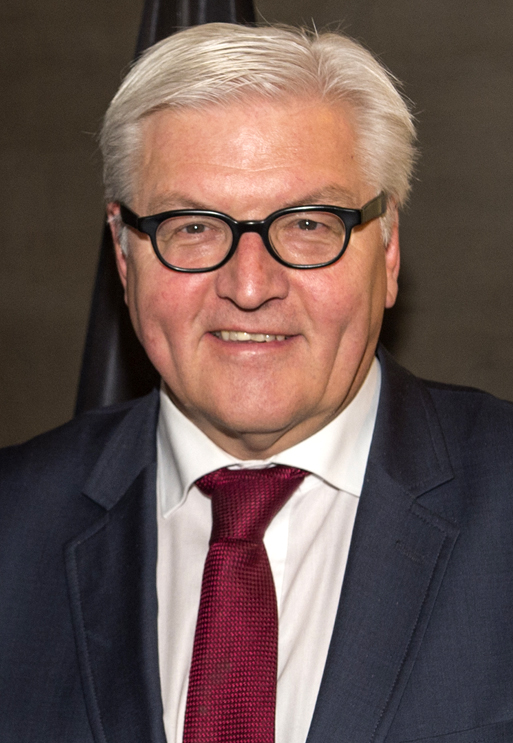
ドイツ フランク＝ヴァルター・シュタインマイヤー （外務相）
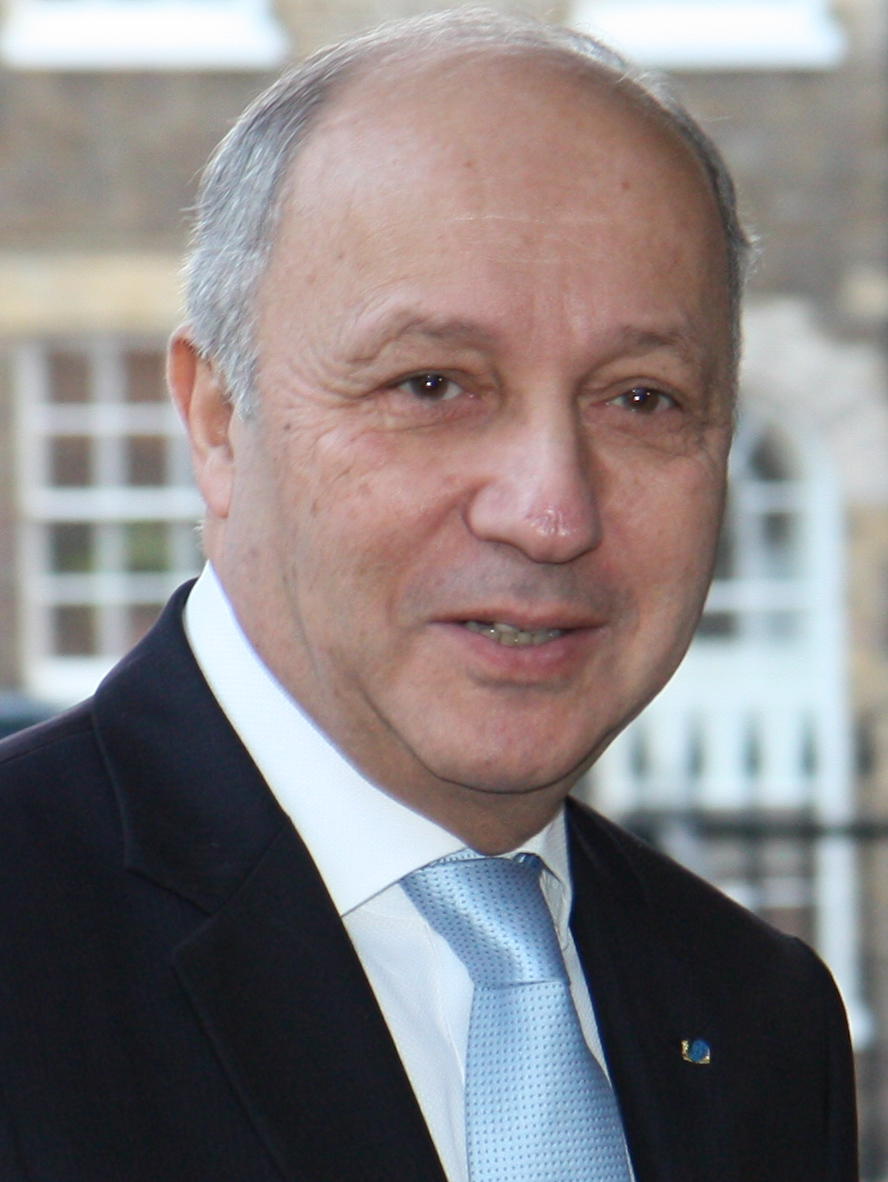
フランス ローラン・ファビウス （外務相）
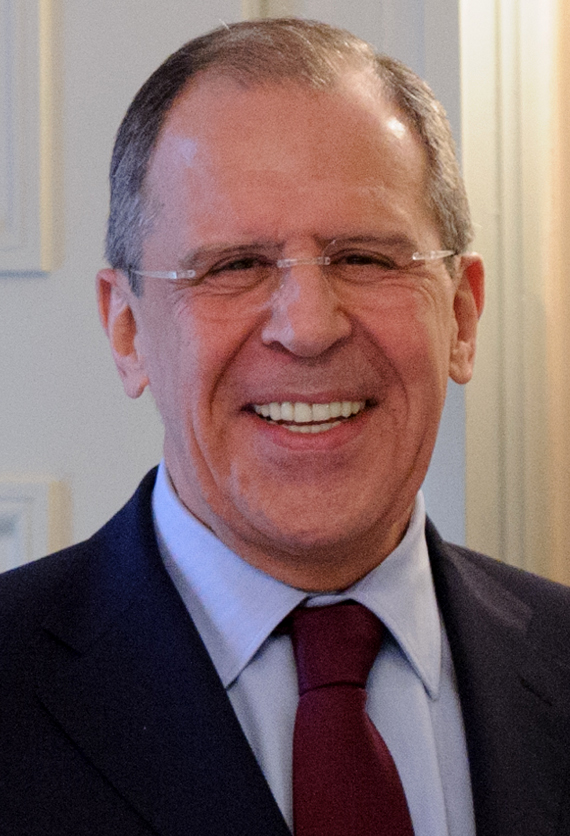
ロシア セルゲイ・ラブロフ （外務相）

### 実施計画
包括的共同作業計画は決議採択から90日後の10月18日に発効した。この日にイランは追加議定書の暫定適用等をIAEAに通告し、欧米の核関連の対イラン制裁解除に向けての準備が始まった（採択の日）。2016年1月16日、IAEAがイランの核合意の履行を確認したことで欧米の同制裁の解除手続きが始まった（履行の日）。
履行の日に解除されなかった制裁措置については、採択の日から8年後の2023年10月18日、もしくはIAEAがイランの核物質の利用状況について結論を出した日のいずれかの日に一部解除ないし撤廃法の制定に向けて動くことになり、同時にイランも追加議定書の批准を目指すことになる（移行日）。採択の日から10年後の2025年10月18日をもって決議2231は無効化し、国連安保理は計画の一部を除きイラン核問題に触れない（安保理決議終了日）。

## 内容
包括的共同作業計画は、序文、前文・一般規定、本文、IからVの5附属書から成る、原本で計159ページに及ぶ文書で、国連制裁に関する部分を除き法的拘束力を持たない。本文は全37項で、核（1〜17項）、制裁（18〜33項）、履行計画（34・35項）、紛争解決メカニズム（36・37項）について定めている。附属書は本文の規定をより詳細に定めており、それぞれ核関連措置、制裁関連の約束、民生用原子力協力、合同委員会（共同委員会）、履行計画を主題としている。

### イランの核開発

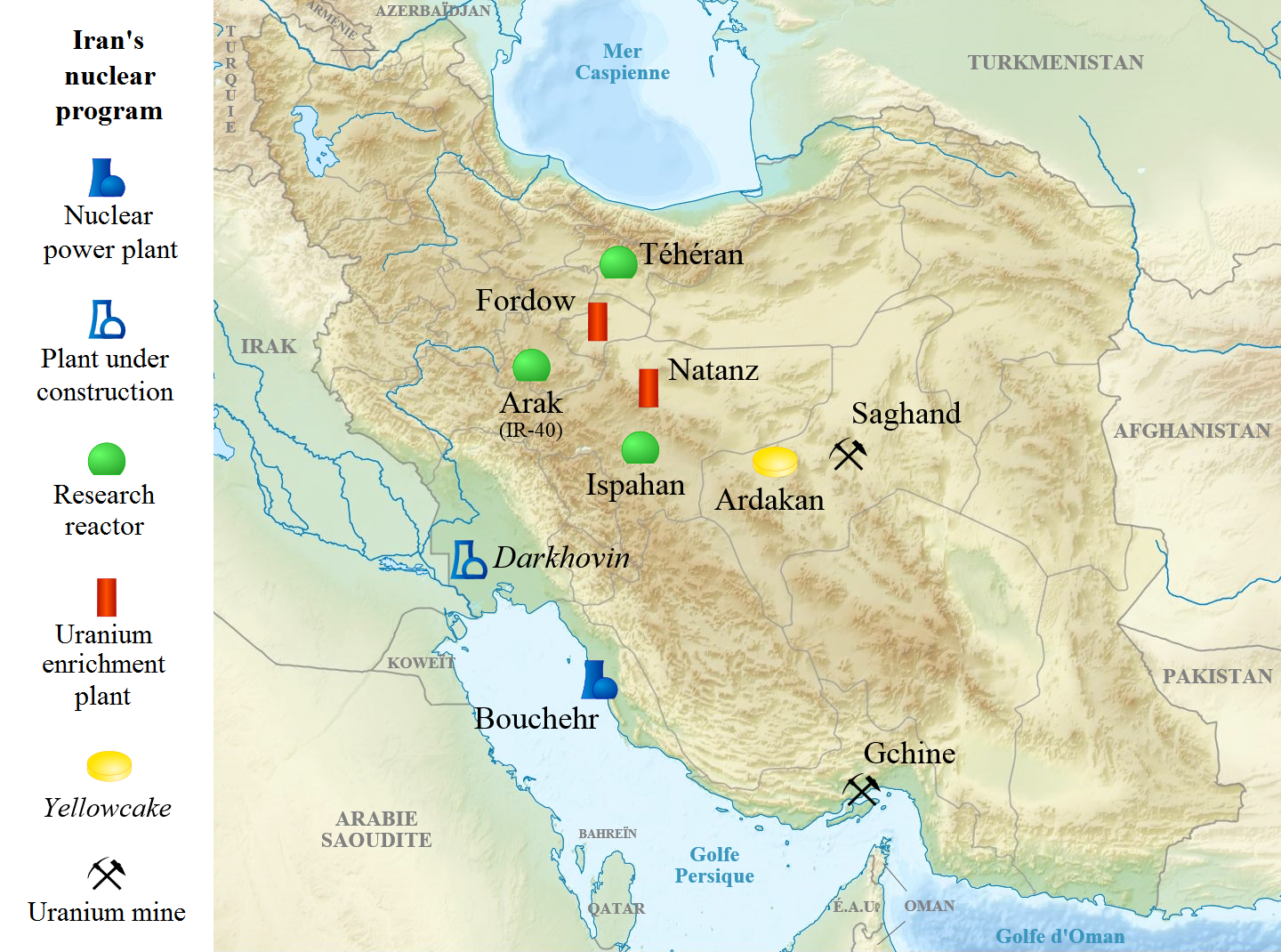
イランの主要な原子力関連施設の位置

イランの核開発は原則8年から15年制限される。前文・一般規定iii項および本文16項では核兵器開発に繋がりうる活動をしないと定めた上で、本文や附属書で具体的な制限が定められている。

#### 濃縮、研究、貯蔵
- ウラン濃縮は15年間にわたり3.67%まで、低濃縮ウランUF6の保有量は300キロまでと制限される[57][72]。300キロを超過した分は希釈もしくは天然ウランと交換する（ただしロシア製燃料や原子炉に用いられるウラン燃料は対象外）[73]。
- 遠心分離機は旧式のIR-1型のみに限定し、10年間限られたモデルや規模でしか開発できない[57]。保有数は1万9000機から6104機に削減され、ウラン濃縮規模は10年にわたりナタンズのウラン濃縮施設にある5060機に制限される[57]。ウラン分離機の試験は15年間ナタンズのパイロット燃料濃縮工場のみ、分離機全ての試験は同施設とテヘラン研究センターのみに制限される[74]。除去された遠心分離機はIAEAの監視下に置かれ、故障機は1対1で交換される[75]。
- 原子炉の使用済み核燃料は国外で処理する[72]。再処理技術の追求は平和利用目的のアイソトープ製造を例外として、15年間制限される[57][75]。ただしイランは15年経過後も再処理を行うつもりはないとして、制限は事実上無期限と言える[76]。
- フォルドのウラン濃縮施設は核物理・技術研究センターへ転用の上、15年間ウラン濃縮活動を制限される[57][72]。したがってこの施設が保有する遠心分離機IR-1（1044機）は稼働できない[76]。
- アラークの重水炉は兵器用プルトニウムが生産できないよう近代化され、重水炉の新設や重水の保有量は15年制限される[57][77]。
- イランの核関連資機材の調達に際しては、採択の日から10年間にわたり、本合意参加国で構成される合同委員会がEUを除く合意のもと決定する[78]。この決定は安保理に伝達され、5日以内に拒否しない場合は安保理も承認したものと見なされる[78]。

#### 信頼性構築
- イランはIAEAの追加議定書を暫定的に適用し、核施設の設計情報を早期通知する補助取り決め（改訂コード3.1）を履行する[57][79]。
- 未解決の核開発問題についてはIAEAと合意したロードマップのもと、2015年末までに解決する[57]。
- イランはIAEAによる現代技術を使った監視に協力し、要員の長期滞在および最大130人から150人までの監視員の増員を認める[79]。 また、15年間、唯一ウラン濃縮が認められたナタンズの核施設へのIAEAの立ち入りを常時認める[80]。
- イランは25年間、イランの核施設に送られるウラン精鉱についてIAEAによる監視を認め、情報提供に協力する[79]。
- 本合意の履行の調整・監視機関として本合意参加国等から構成される合同委員会が設置される[81]。
- IAEAは、イランが未申告の核物質や原子力活動、本合意に反した活動をしているとの疑惑を持った場合、その根拠を示した上でイランに説明を求める[80]。納得のいく説明が得られなかった場合、IAEAはイランに理由を示した上で立ち入り検査を求めることができる[80]。立ち入り検査を要請してから14日以内に疑惑が解消されない場合、イランは合同委員会で協議し、疑惑解消についてIAEAとの合意形成を図り、図れない場合は合同委員会が委員の過半数の賛成を以て疑惑解消の方法を勧告する[82]。最終的にイランは立ち入り要請から24日以内に必要な措置を実行することになり、この手続きは15年有効とされる[83]。

### 欧米の対イラン制裁措置解除
- 国連安保理は、履行の日を以て核関連の制裁措置（決議1696、1737、1747、1803、1835、1929、2224）をすべて終了させる[57][83]。ただし、本合意参加国等から他参加国の著しい合意違反が通報された場合、国連安保理は30日以内に国連制裁の解除を継続する決議案を票決し、決議案が採択されなければ国連制裁が再適用される[84][注釈 5]。 また、武器禁輸措置と弾道ミサイル開発に関する制裁措置はそれぞれ5年と8年継続される[57]。
- EUは、履行の日と移行日を以て、核関連の制裁実施規則・決定を終了させる[86][87]。両日に終了されなかった制裁措置（理事会規則267/2012、理事会決定2010/413/CFSPの一部条項）は国連安保理決議終了日を以て停止される[64][88]。
- アメリカは、履行の日を以て、附属書IIに規定された制裁措置の適用を停止させる[89]。

### 評価
イランが核兵器開発に求められるウランの濃縮度と量を得るまでに必要な期間は従来2 - 3か月とされていたところ、1年以上と延長されるなど、核兵器保有が制限された点、法的拘束力を有さない文書でありながら、国連制裁復活の手続きをも定めるなど政治的拘束力を有すると捉えられる点などから、本合意によるイランの核開発問題の改善が期待された。アメリカ合衆国のバラク・オバマ大統領が本合意をイランの核開発を阻止する「歴史的な合意」と称したのをはじめ、国際世論はおおむね合意を歓迎し、90か国以上が好意的に受け止めた。
一方で、イランのアリー・ハーメネイー最高指導者は同様に支持表明したものの、欧米側へ猜疑の目を向け、サウジアラビアのアーデル・アル・ジュベイル外相は合意に理解を示しつつイランに対する警戒心をあらわにした。イスラエルのベンヤミン・ネタニヤフ首相はイランが秘密裏に核兵器を開発しうるとの懸念や、イランが制裁解除で得た資金が武装集団への支援に充てられるとの認識を示し、合意を強く批判したほか、アメリカでは親イスラエル派による反対運動が展開された。
イラン革命以降緊張状態にあったアメリカ合衆国・イランの二国間関係を外交によって改善に向かわせた偉業、中東の問題としては珍しい武力を用いない外交による成果として評価されるものの、合意成立のタイミングがオバマ政権末期であり、合意の行方がアメリカの次期政権次第であること、イランによる弾道ミサイル開発やアメリカの敵対勢力への支援などの懸案が残っていること、イランを脅威と見ている中東諸国がアメリカへの不信感を少なからず募らせていることなど、問題点も指摘された。

## アメリカ合衆国の離脱
イランは2015年11月24日までにIAEAとのロードマップを履行し、2016年1月16日、IAEAによりイランの核合意履行が認められ、欧米の対イラン制裁措置の解除手続きが始められた。イランの核問題が前進すると期待された中、2017年にドナルド・トランプがアメリカ大統領に就任したことで合意はひとつの転換点を迎える。

### トランプ政権下の対イラン関係

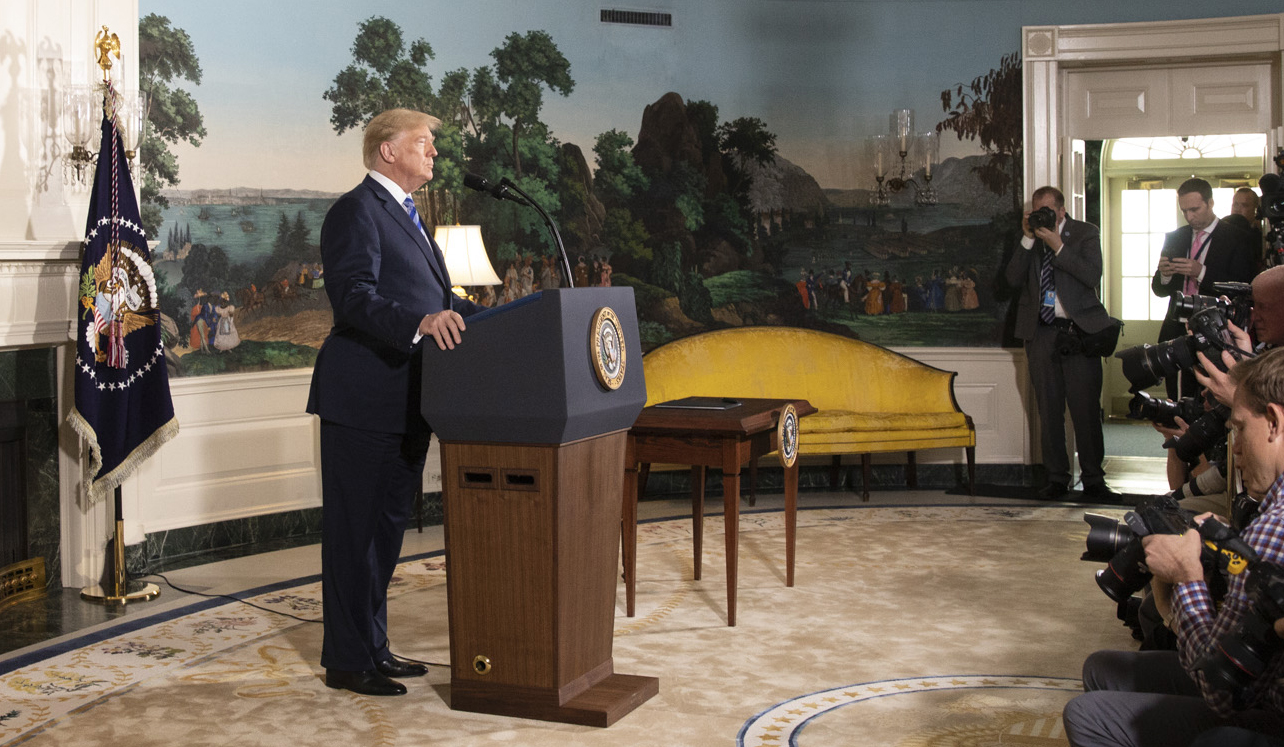
2018年5月8日、アメリカ合衆国の合意離脱を発表するドナルド・トランプ大統領

2016年の大統領選挙で当選したドナルド・トランプは出馬時点でイランとの核交渉に不満を持っており、選挙運動では度々合意破棄を訴えた。就任に先立つ2016年12月にはアメリカのイラン制裁法の有効期限を10年延長する法案が成立したことで、適用停止状態に変わりはないものの二国間関係に不和が生じた。
アメリカはイラン核合意審査法に基づき、2017年4月と7月の2度イランの合意履行を認めていたものの、10月には過去に2度制限を超えて重水を保有したことや新型の遠心分離機を稼働させているとして核合意違反を認定し、2018年1月にも同様に違反を認定した。4月30日にイスラエルのベンヤミン・ネタニヤフ首相がイランは過去に核兵器開発を計画していたと主張したことも火種となった。
イランの核開発制限に期限がもうけられていることや、弾道ミサイル開発を制限していないことに不満を持つトランプ大統領に対し、フランスのエマニュエル・マクロン大統領は4月の訪米時に期限延長や制限対象拡大を旨とする追加合意を提案したが、イランのロウハーニー大統領は核合意の変更を認めない立場をとった。トランプ大統領は5月12日までの合意修正を求めた上で、同日までに核合意離脱について判断する考えを示し、国連や合意参加国による離脱反対にもかかわらず、5月8日に合意離脱と対イラン制裁の再開を発表し、同日中に180日以内の対イラン制裁措置再開を指示する大統領覚書に署名した。発表通り8月と11月に原油の禁輸措置や中央銀行との取引停止を含む制裁措置が発動された。
アラブ首長国連邦やイスラエル、サウジアラビアはアメリカの合意離脱を歓迎した傍ら、イギリス、フランス、ドイツは遺憾の意を表明し、アントニオ・グテーレス国連事務総長やロシアも失望感を示した。今後の対応について、イギリス、フランス、ドイツは共同声明で合意残留の方針を示し、EU、中国、ロシアも同様の趣旨のコメントを出した。

### アメリカ離脱後のイランの動き

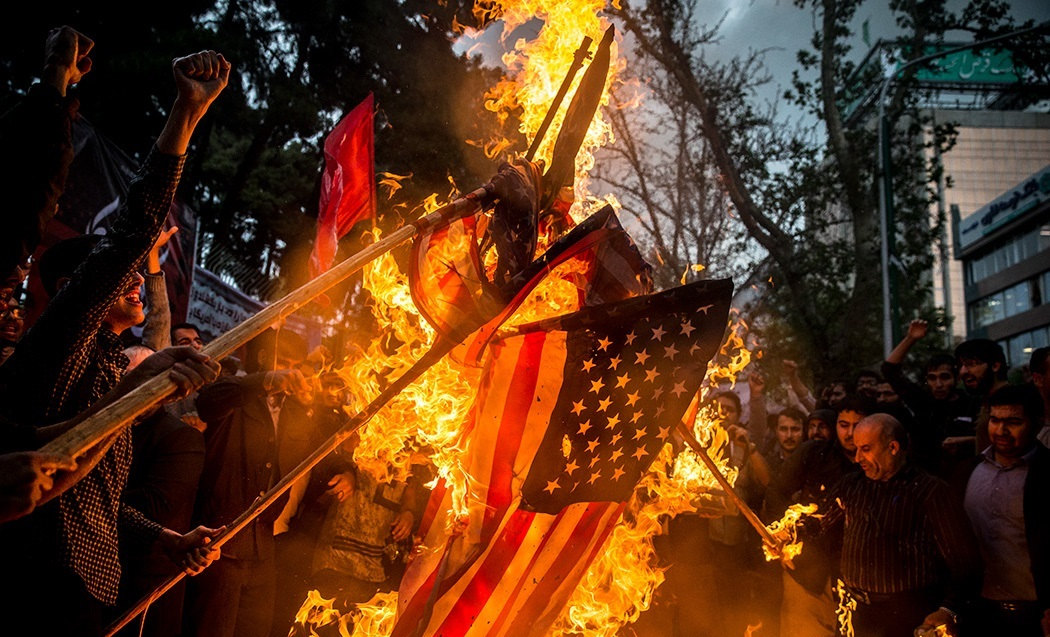
在イランアメリカ合衆国大使館跡周辺で行われたアメリカの合意離脱に対する抗議デモ（テヘラン、2018年5月8日）

イランのロウハーニー大統領はアメリカの離脱を受け、残留の方針を明らかにしたものの、参加国との協議が決裂した場合に備えて原子力庁にウラン濃縮再開の準備を指示したと報じられた。また、最高指導者のハーメネイーは演説でE3を信頼していないと述べ、5月23日に残留条件としてイラン産原油の輸入継続や金融機関による決済保証などを要求した。イラン側の損失補填をめぐる要求は7月初旬のロウハーニー大統領の訪欧に際してもなされたが、同時期に行われた合意参加国6か国の外相会議では具体的な方針は制裁措置による在イラン外国企業への打撃を緩和するための取り組みに留まった。
イラン経済はアメリカによる制裁措置で悪化の一途を辿り、イランにとっては合意遵守による恩恵を期待ほど受けられていなかった上に、E3をはじめとする合意参加国による支援は不十分だった。こうした状況を背景に、ロウハーニー大統領は2019年5月8日、合意の履行一部停止を発表し、参加国に60日の猶予を与えた上で、決済保証などの要求に応えなかった場合核開発を本格化させる構えを見せた。
イランはその後、7月に低濃縮ウラン保有とウラン濃縮の制限超過を、9月に遠心分離機の開発再開を、11月にフォルドの施設におけるウラン濃縮再開をそれぞれ発表し、濃縮ウラン生産量は合意以前と同水準の1日あたり計6キロとなった。
2020年1月にはウラン濃縮の制限撤廃を発表し、E3はこれに対して国連の対イラン制裁の復活に繋がりうる紛争解決メカニズムを行使する意向を表明したが、イランは核拡散防止条約脱退を仄めかすなどして反発した。これとは別に、2020年8月にはアメリカが国連の対イラン制裁復活の手続きに着手したが、同月と翌9月に安保理議長国を務めたインドネシアとニジェールは安保理内で合意形成ができていないとして「議長はさらなる行動をとる立場にはないと考える」と述べている。
2020年アメリカ合衆国大統領選挙で合意復帰を掲げたジョー・バイデンが当選すると、ロウハーニー大統領は二国間関係の改善を求めるなど、両国ともに歩み寄る姿勢を見せたが、その矢先の12月2日、合意の履行一部停止や追加議定書に基づく措置の停止を内容とする法律が監督者評議会に承認され発効した。具体的にはウラン濃縮度の20%への引き上げ、高性能の遠心分離機の追加稼働、IAEAの査察受け入れ停止などが含まれる。イランは同法に従い、2021年1月にウラン濃縮度を20%に引き上げる作業に乗り出し、2月には追加議定書の履行停止を発表した。追加議定書に基づくIAEAの査察は交渉の結果当分継続できたものの、未申告施設でウラン粒子が発見されたことに対する説明が不十分として、2022年6月にIAEA理事会が対イラン非難決議を採択するとイランはこれに反発し、同月のうちにIAEAがモニタリング用に設置していた機器類が撤去された。IAEAの査察を巡っては2023年3月、IAEAのラファエル・グロッシ事務局長のテヘラン訪問の折にイランがIAEAと協力することで合意に達しているが、2024年2月時点でIAEAの懸念を払拭するに至っていない。
2024年2月時点のIAEAの報告によると、イランのウラン保有量は5.5トンで、濃縮度は最大60%と、核兵器開発に求められるウランの濃縮度と量を得るまでに必要な期間が数日から数週間程度になっていると推測されている。

### アメリカ合衆国の復帰交渉
アメリカ合衆国とイランの交渉は、2021年4月6日のウィーンで他の合意参加国等のシャトル外交という形で始まった。協議において、イラン側はアメリカの対イラン制裁解除およびトランプ政権期の経済的損失の補填、ならびに再度離脱しないという確実な保証を求めているのに対し、アメリカ側はイランが合意の一部履行停止の過程で稼働させた新型の遠心分離機の破棄を求め、枠組み自体の見直しも仄めかしているほか、アメリカによるイスラム革命防衛隊のテロ組織指定解除、イランで拘束されたアメリカ人の釈放、イスラエルの動向も論点ないし懸念点となっている。
協議は6月に一旦中断され、11月29日に再開するなど断続的なものであったが、2022年2月の時点で欧州連合側が協議は大詰めである旨発言するなど最終局面に近づいているとされた。しかしながら両国は妥結できず交渉は中断、6月にカタールで再開されるもこちらも折り合わず、8月8日にEUがアメリカとイランに最終文書を提案してからも交渉は停滞気味であった。合意復活に関して楽観的な見通しが立っていないが、以降もオマーンやカタールを仲介役として断続的に交渉は行われている。